# Devyn Tyler
Devyn Ariel Tyler (* um 1991 in New Orleans, Louisiana) ist eine US-amerikanische Film- und Theaterschauspielerin, sowie ehemalige Kinderdarstellerin. Internationale Bekanntheit erlangte sie erstmals im Jahre 2007 durch ihre Rolle der Helen Farmer in The Great Debaters.

## Leben und Karriere
Tyler wurde in New Orleans, der größten Stadt des US-Bundesstaates Louisiana, als Tochter von Deneen und Kevin Tyler geboren und verbrachte hier auch einen großen Teil ihrer Kindheit. Unter anderem noch in New Orleans wurde sie an der Lusher Alternative Elementary School von Kathy DeJean, einer ausgebildeten Tänzerin, in verschiedenen Tanzrichtungen trainiert. Noch davor besuchte sie eine Montessori-Elementary-School, ehe sie in die Lusher Middle School wechselte. Kurz nachdem sie an der Benjamin Franklin High School in New Orleans begonnen hatte, musste sie aufgrund von Katrina ihre Heimat verlassen und ließ sich mit ihrer Familie in Houston, Texas, nieder. Noch als sie in New Orleans lebte, wurde sie erstmals in größeren und namhafteren und Filmproduktionen eingesetzt. So hatte sie ihre erste relevante Rolle im 2004 veröffentlichten Film Jordan Superstar an der Seite von Danielle Panabaker, Brenda Song oder Taran Killam. Davor war sie bereits in unbekannteren Produktionen vor der Kamera, darunter in On With the Show auf dem Kabelsender Bravo TV/Cox Channel, in In Dreams von Morrison Productions, in Partners for Healthy Babies der Gallinghouse Group oder in der Disney-Produktion Life Bites.
Ein Jahr später war sie in Der größte Magier der Welt, einem weiteren Disney Channel Original Movie, in einer kleinen unwesentlichen Rolle neben Aly Michalka, Johnny Pacar oder Frank Langella zu sehen. In der deutschsprachigen Synchronfassung wurde ihr hierbei von Esra Vural die Stimme geliehen. Wiederum ein Jahr später war sie im Cast von James Gartners Spiel auf Sieg, in der Hauptrolle mit Josh Lucas als Basketballtrainer Don Haskins. In Houston besuchte sie schließlich die High School for the Performing and Visual Arts, wo sie für die Schultheatergruppe unter anderem in den Stücken Ein Sommernachtstraum (als Hermia) und Ladies of the Jury (als Evelyn Snow) in Erscheinung trat.
2007 spielte sie in The Great Debaters die Rolle der Helen Farmer, Tochter von James Farmer senior (gespielt von Forest Whitaker) und Pearl Farmer (Kimberly Elise), und hatte damit ihre erste größere Rolle in einer Filmproduktion. Im darauffolgenden Jahr 2008 sah man sie in der Rolle von Queenies (gespielt von Taraji P. Henson) 14-jähriger Tochter in David Finchers dreifach oscargekrönten Der seltsame Fall des Benjamin Button. Nachdem sie von der National YoungArts Foundation, von der sie 2009 als Alumni abging, sowie als Teil des Presidential Scholars Programs 2009 ein Stipendium bekam, begann sie ein Studium an der Columbia University. Dort wählte sie als Hauptstudiengang „Französische und Frankophone Studien“, wobei sie „Französisch“ bereits an der High School hatte. Im Frühjahr 2010 nahm sie als Teil der King’s Crown Shakespeare Troupe an der Komödie Maß für Maß teil und spielte dabei die Mariana, die vor Jahren verlassene Verlobte des Protagonisten und Statthalters Angelo.
In ebendiesem Jahr sah man sie auch in der kleinen Nebenrolle der Mia Mueller in insgesamt sechs Episoden der nur kurzlebigen Fernsehserie The Gates. Ab ihrem Sophomore-Jahr 2011 hatte sie mithilfe der Mellon Mays Undergraduate Fellowship, die alljährlich an fünf Sophomores aus unterrepräsentierten Minderheiten, die an Doktoratsstudien und professionellen Karrieren interessiert sind, sowie das dafür nötige Potential besitzen, vergeben wird, die Möglichkeit sich weiterzuentwickeln. An der Universität trat sie in ihrem Senior-Jahr auch im 3. Akt des Stückes Warten auf Godot von Samuel Beckett auf, als sie in die Rolle des Wladimir schlüpfte.
Das Herbst-Semester 2011 verbrachte Devyn Tyler über das Columbia-Penn Program an der Reid Hall in Paris. Nach ihrer Rückkehr nach New York City wurde Tyler Peer-Adviser im Office of Global Programs der Universität, wo sie Anlaufstelle für andere Studenten war und diese auf das Auslandssemester in Frankreich vorbereitete. Des Weiteren unterrichtete sie als Assistenzkraft an einem Kurs für Mittelschüler an der Thurgood Marshall Academy for Learning and Social Change in Harlem. Im Jahre 2013 schloss sie schließlich ihr Studium mit dem akademischen Grad des Bachelors ab und gab an, noch weiter an ihrem Ph.D. in „Französisch“ arbeiten zu wollen. Noch im gleichen Jahr hatte sie, nachdem sie sich in den vorhergegangenen Jahren vorwiegend auf ihr Studium konzentriert hatte, einen größeren Auftritt im abermals dreifach oscarprämierten Film 12 Years a Slave unter der Regie des Briten Steve McQueen. Für ihre Rolle der erwachsenen Margaret Northup wurde sie als Teil des erweiterten Casts für einen Phoenix Film Critics Society Award in der Kategorie „Best Acting Ensemble“ nominiert; am Ende ging das Ensemble von American Hustle als Sieger in dieser Kategorie hervor.
Aufgrund einer Partnerschaft der National YoungArts Foundation mit dem John F. Kennedy Center for the Performing Arts in Washington, D.C. nahm Tyler bereits an zwei dort aufgeführten Stücken teil, unter anderem im Jahre 2014 in Six Americans und 2015 in Danny Rothschilds Home, Again. 2016 soll die Fernsehserie Underground veröffentlicht werden, in der Tyler in bisher drei verschiedenen Folgen als Seraphina vertreten sein wird. Außerdem wird sie in Kenneth „Kenny“ Glenaans Film Dirt Road to Lafayette, der von Mitte Juni bis Mitte Juli 2015 in der Gegend um Lafayette, Louisiana, gedreht wurde, zu sehen sein. Neben ihrer Schauspielkarriere ist Tyler bereits seit Jahren Mitglied der International Thespian Society, der National Honor Society sowie des American Leadership Forums.

## Filmografie (Auswahl)
Filmauftritte (auch Kurzauftritte)
- 2004: Jordan Superstar (Stuck in the Suburbs)
- 2005: Der größte Magier der Welt (Now You See It …)
- 2006: Spiel auf Sieg (Glory Road)
- 2007: The Great Debaters
- 2008: Der seltsame Fall des Benjamin Button (The Curious Case of Benjamin Button)
- 2013: 12 Years a Slave
- 2020: Unhinged – Außer Kontrolle (Unhinged)

Serienauftritte (auch Gast- und Kurzauftritte)
- 2010: The Gates (6 Episoden)
- 2016: Underground (3 Episoden)
- 2018: Queen Sugar (Episode 3x09)
- 2018: The First (2 Episoden)
- 2019: Marvel’s Cloak & Dagger (2 Episoden)
- 2019: Watchmen (Episode 1x07)
- 2019: The Purge (4 Episoden)
- 2020: Fear the Walking Dead (2 Episoden)
- 2021: Clarice Starling – Das Erwachen der Lämmer (Clarice)
- 2022: Snowfall

diverse Auftritte (u. a. in Werbungen etc.)
- On With the Show
- In Dreams
- Partners for Healthy Babies
- Life Bites

## Theaterauftritte
- Lusher Dance Troupe in Concert im New Orleans Center for Creative Arts in New Orleans
- mit der Lusher Dance Troupe auf der Millenium Stage des Kennedy Centers in Washington, D.C.
- als Evelyn Snow in Ladies of the Jury an der High School for the Performing and Visual Arts in Houston
- als Hermia in Ein Sommernachtstraum an der High School for the Performing and Visual Arts in Houston
- mit der King’s Crown Shakespeare Troupe als Mariana in Maß für Maß an der Columbia University in New York City (2010)
- mit der King’s Crown Shakespeare Troupe als Wladimir im 3. Akt von Warten auf Godot an der Columbia University in New York City (2013)
- als sie selbst in Six Americans im Kennedy Center in Washington, D.C. (2014)
- als Lucy in Home, Again im Kennedy Center in Washington, D.C. (2015)